# Captain Brand's Wife
Pour plus de détails, voir Fiche technique et Distribution.
Captain Brand's Wife est un film muet américain réalisé par Francis Boggs et sorti en 1911.

## Fiche technique
- Réalisation : Francis Boggs
- Scénario : Francis Boggs
- Production : William Nicholas Selig
- Date de sortie : États-Unis : 31 octobre 1911

## Distribution
- Sydney Ayres : le lieutenant Moore
- Tom Santschi : le capitaine Brand
- Betty Harte : la femme du Capitaine Brand
- Fred Huntley
- George Hernandez
- Frank Richardson
- Nick Cogley
- Bessie Eyton
- Baby Lillian Wade : Baby Lillian
- Anna Dodge